# Phyxioschema huberi
Espèce
Phyxioschema huberi est une espèce d'araignées mygalomorphes de la famille des Euagridae.

## Distribution
Cette espèce est endémique de la province de Prachuap Khiri Khan en Thaïlande,. Elle se rencontre dans le parc national de Khao Sam Roi Yot à Kui Buri dans la grotte Tham Phraya Nakhon.

## Description
Le mâle holotype mesure 14,7 mm et la femelle paratype 17,7 mm.

## Étymologie
Cette espèce est nommée en l'honneur de Siegfried Huber.

## Publication originale
- Schwendinger, 2009 : A taxonomic revision of the genus Phyxioschema (Araneae, Dipluridae), I: species from Thailand. Zootaxa, no 2126, p. 1-40.